# Thẩm Nhất Minh
Thẩm Nhất Minh (tiếng Trung: 沈一鳴; Wade–Giles: Shen I-ming; 30 tháng 3 1957 – 2 tháng 1 năm 2020) là tướng không quân quân đội Đài Loan. Ông sinh tại Đài Bắc, quê ở Nghi Hưng, Giang Tô. Ông là cố Tổng tham mưu trưởng, thứ trưởng Bộ quốc phòng và là tư lệnh Không quân Đài Loan.

## Giáo dục
Ông tốt nghiệp Học viện Không quân Trung Hoa Dân Quốc năm 1979, bạn cùng lớp sĩ quan của ông bao gồm Thượng tướng cấp 2 Ngô Vạn Giao (吳萬教) và Trung tướng Khắc Văn An (柯文安). Ông cũng tốt nghiệp Trường Cao đẳng Tham mưu Chỉ huy Không quân năm 1992 và Trường Cao đẳng Chiến tranh Hàng không ở Hoa Kỳ năm 2002.

## Sự nghiệp
Ông được đào tạo ở Ả Rập Xê Út trong một năm, là một phần của Chương trình Chuông Hòa bình (được gọi là Chương trình Đại sa mạc ở Đài Loan), hoạt động từ năm 1979 đến năm 1990. Sau khi Không quân Trung Hoa Dân Quốc mua được máy bay phản lực Mirage 2000-5 từ Pháp trong những năm 1990, ông là một trong những phi công Đài Loan đầu tiên được đào tạo về hoạt động của họ. Ông từng giữ các chức vụ trong Không quân như Phó Tư lệnh Văn phòng, Phó Tổng Tham mưu trưởng Liên quân Tình báo, Bộ Tư lệnh Chiến đấu Không quân, Phó Tham mưu trưởng Không quân, Thứ trưởng Bộ Quốc phòng Hành chính. Ông còn công tác và giữ chức vụ Tư lệnh Lực lượng Không quân từ ngày 1 tháng 2 năm 2015 đến ngày 1 tháng 3 năm 2018.

## Thứ trưởng Bộ quốc phòng kiêm tổng tham mưu trưởng
Ông kế nhiệm Đô đốc Phổ Trạch Xuân làm Thứ trưởng Bộ Quốc phòng về chính sách vào tháng 3 năm 2018, phục vụ dưới quyền của Nghiêm Đức Phát. Với tư cách là thứ trưởng quốc phòng, Thẩm thúc đẩy trao đổi quân sự quốc tế với Hoa Kỳ. Liên quan đến Tổng thống Hoa Kỳ Donald Trump, ông đã tuyên bố "Chúng tôi đánh giá rất cao việc Hoa Kỳ sẵn sàng xem xét các yêu cầu bán quân sự của chúng tôi trên cơ sở từng trường hợp cụ thể, thay vì cách tiếp cận gói được thực hiện trước đây", khi đề cập đến các trao đổi quân sự giữa Mỹ và Đài Loan. Ngay sau bình luận đó, Đài Loan đã ký một thỏa thuận trị giá 330 triệu USD để nâng cấp 144 máy bay chiến đấu F-16 lên tiêu chuẩn F-16V. Vào tháng 7 năm 2019, Thẩm Nhất Minh thay thế Đô đốc Lý Hỉ Minh làm tổng tham mưu trưởng.

## Qua đời
Vào 2 tháng 1 năm 2020, chiếc máy bay trực thăng UH-60 Black Hawk bỗng dưng rơi xuống, trên máy bay có tổng cộng 13 người, trong đó có ông và các chiến hữu. Vụ tai nạn xảy ra khi ông cùng các công sự bay đến huyện Nghi Lan để thăm hỏi, động viên quân đội, chúc Tết họ trong dịp Tết Nguyên đán sắp tới. Tuy nhiên chỉ có 5 người được cứu sống, trong đó không có ông.